# Província de Lima
La província de Lima és una de les subdivisions del Perú, i no es troba inscrita dins de cap regió administrativa del Perú, ni tan sols dins de la homònima Regió de Lima.
Batlle (alcalde): Jorge Muñoz (2019-2022).

## Divisió administrativa
La Província de Lima es divideix en 43 districtes
1. Lima
2. Ancón
3. Ate
4. Barranco
5. Breña
6. Carabayllo
7. Chaclacayo
8. Chorrillos
9. Cieneguilla
10. Comas
11. El Agustino
12. Independencia
13. Jesús María
14. La Molina
15. La Victoria
16. Lince
17. Los Olivos
18. Lurigancho
19. Lurín
20. Magdalena del Mar
21. Miraflores
22. Pueblo Libre
23. Pachacámac
24. Pucusana
25. Puente Piedra
26. Punta Hermosa
27. Punta Negra
28. Rímac
29. San Bartolo
30. San Borja
31. San Isidro
32. San Juan de Lurigancho
33. San Juan de Miraflores
34. San Luis
35. San Martín de Porres
36. San Miguel
37. Santa Anita
38. Santa María del Mar
39. Santa Rosa
40. Santiago de Surco
41. Surquillo
42. Villa El Salvador
43. Villa María del Triunfo